# Halo (fenómeno óptico)

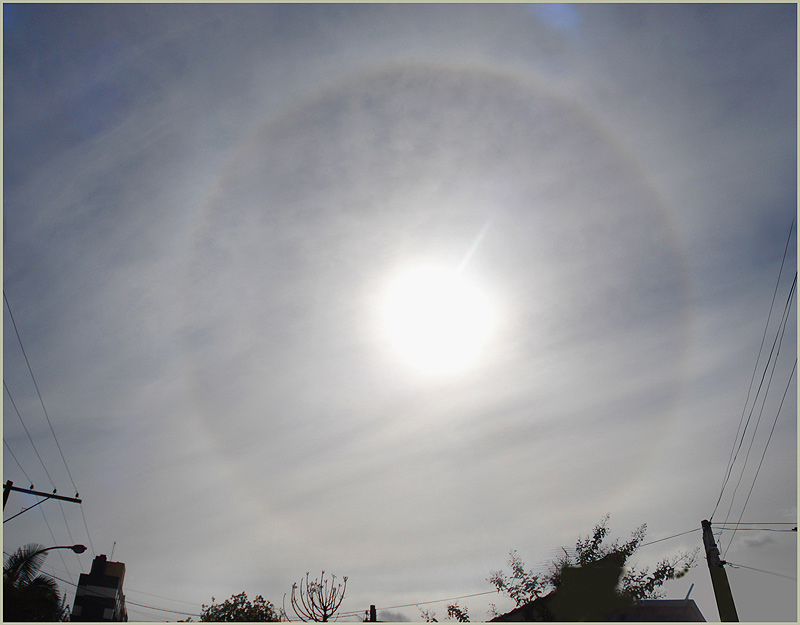
Halo completo em torno do Sol

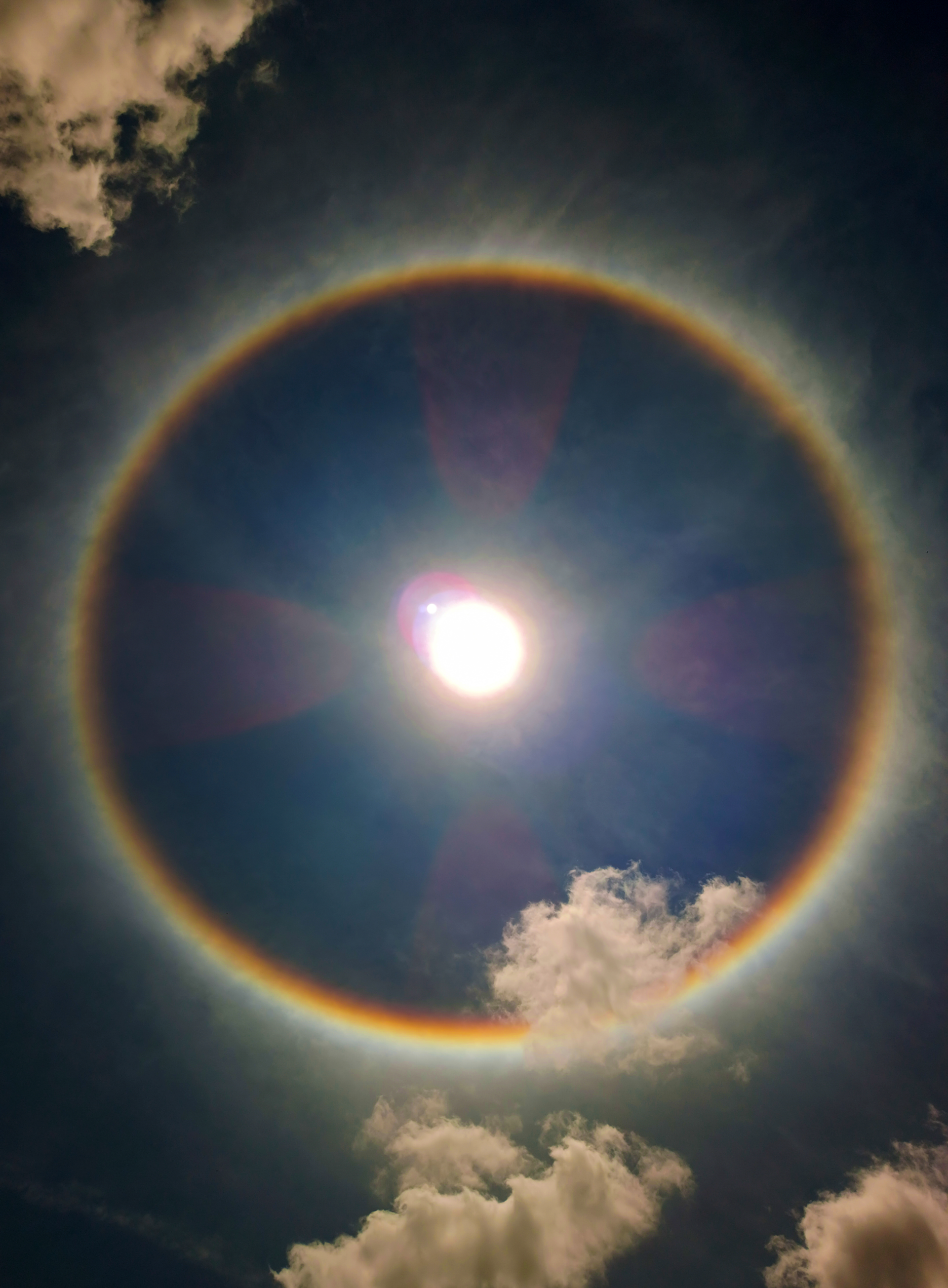
Halo solar em Teresina.

Um halo é um anel de luz que rodeia um corpo celeste, mais comumente o Sol ou a Lua.
Os halos se formam a 5-10 quilômetros (3-6 milhas) na troposfera superior, causados por nuvens do tipo Cirrostratus (CS). A forma e a orientação particulares dos cristais são responsáveis para o tipo de halo observado. A luz é refletida e refratada pelos cristais de gelo e pode dividir-se em cores por causa da dispersão, semelhante ao arco-íris.
É um fenômeno natural que ocorre quando existem cristais de gelo na atmosfera e a luz do sol os atravessa, e é relativamente comum, até é possível vê-lo ao redor da Lua às vezes.